# گورون

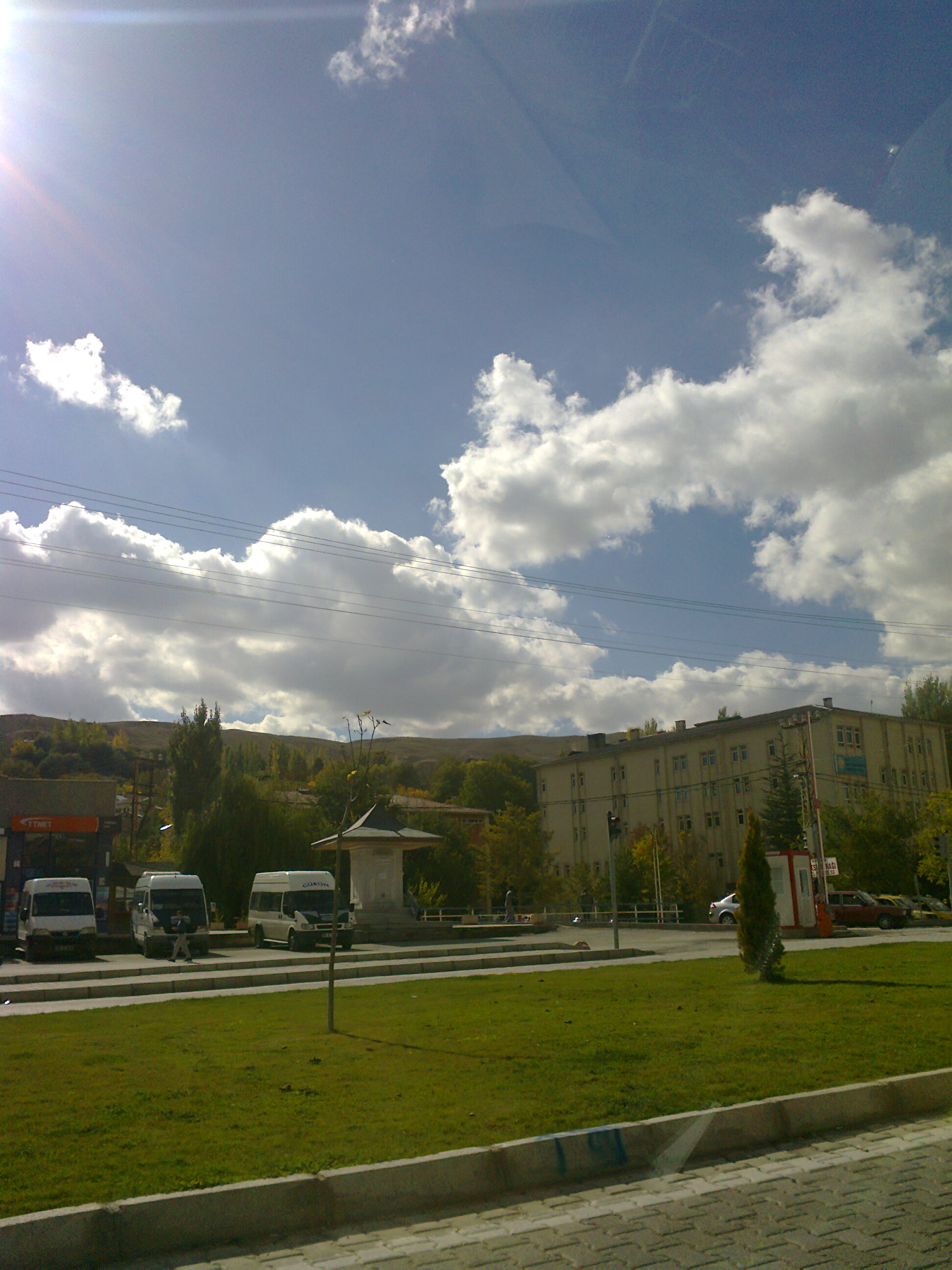

گورون (به ترکی استانبولی: Gürün) شهری است در کشور ترکیه که در استان سیواس واقع شده‌است. جمعیت این شهر بر اساس سرشماری سال ۲۰۰۸ میلادی ۹٬۶۸۰ نفر و بر اساس برآوردهای سال ۲۰۰۹ میلادی ۹٬۱۲۹ نفر می‌باشد.